# Klebark Wielki
Klebark Wielki (Duits: Groß Kleeberg) is een plaats in het Poolse district  Olsztyński, woiwodschap Ermland-Mazurië. De plaats maakt deel uit van de gemeente Purda en telt 660 inwoners.